# Sociedad Ecuatoriana de Matemática
La Sociedad Ecuatoriana de Matemática (SEDEM) es una asociación integrada en la UMALCA Unión Matemática de América Latina y el Caribe que busca fomentar el desarrollo de la matemática en el Ecuador. Entre sus principales objetivos están apoyar e incentivar la investigación matemática, y contribuir al mejoramiento de la educación en el campo de las matemáticas a nivel básico, medio y superior.